# Dammfleth
Dammfleth (niederdeutsch: Dammfleet) ist eine Gemeinde im Kreis Steinburg in Schleswig-Holstein. Zur Gemeinde gehören die Ortsteile Hochfeld, Klein Kampen (teilweise), Landscheide, Neufeld, Neumühlen (teilweise), Poßfeld, Rotenmeer und Stadtfeld (teilweise).

## Geografie und Verkehr
Dammfleth liegt an der Bundesstraße 5, südlich von Wilster. Die Kampritt Wettern fließt durch die Gemeinde.

## Geschichte
Die Gemeinde wurde 1164 erstmals urkundlich erwähnt. Der Name der Gemeinde bedeutet wohl Fleth am Damm. Im Jahre 1971 brannte eines der Wahrzeichen der Gemeinde, eine Windmühle, nieder. Sie wurde nicht wieder aufgebaut. Im Jahre 1983 erhielt Dammfleth die Auszeichnung Modellgemeinde für Landschaftspflege.

## Politik

### Gemeindevertretung
Bei der Kommunalwahl am 14. Mai 2023 wurden insgesamt neun Sitze vergeben. Diese fielen erneut alle an die Kommunale Wählervereinigung Dammfleth. Die Wahlbeteiligung betrug 67,8 %.

### Wappen
Blasonierung: „Von Grün und Blau durch einen silbernen Pfahl, belegt mit einem schmalen blauen Faden, im Kurvenschnitt gespalten. Oben links vier silberne schräg gestellte Windmühlenflügel, unten rechts ein goldenes Lindenblatt mit Fruchtstand.“

## Bilder

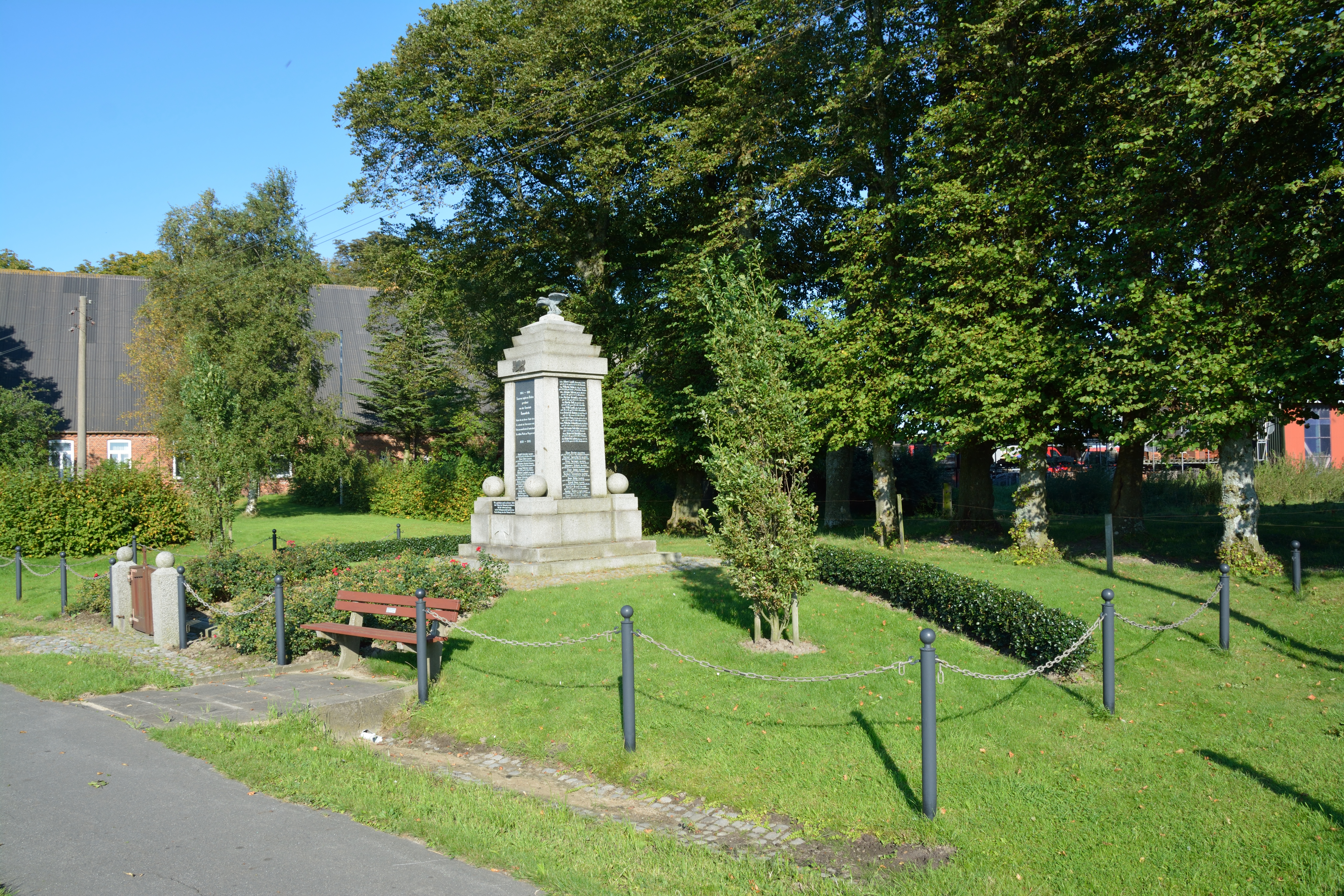
Ehrenmal in Dammfleth

## Persönlichkeiten
- Bernd Konrad (* 1948 in Dammfleth), Jazz-Musiker und Komponist